# Qualificazioni al campionato mondiale maschile under 21 di pallavolo 2009
Le qualificazioni al campionato mondiale juniores di pallavolo maschile 2009 hanno assegnato quindici posti per la fase finale; l'India (come paese ospitante) si è qualificato automaticamente.

## Squadre partecipanti
- Austria
- Belgio
- Bielorussia
- Bulgaria
- Croazia
- Danimarca
- Estonia
- Finlandia
- Germania
- Grecia
- Israele
- Italia
- Montenegro
- Paesi Bassi
- Polonia
- Portogallo
- Rep. Ceca
- Romania
- Russia
- Serbia
- Turchia
- Ucraina

## Qualificazioni continentali

### Africa
Le partite valide per l'assegnazione dei posti riservati alla confederazione africana sono iniziate il 23 agosto 2008 con il campionato africano juniores 2008 e si sono concluse il 30 agosto 2008. I posti a disposizione sono stati assegnati alla prima e alla seconda classificata.
Squadre qualificate:
- Egitto (seconda classificata)
- Tunisia (prima classificata)

### America del Nord
Le partite valide per l'assegnazione dei posti riservati alla confederazione nordamericana, centroamericana e caraibica sono iniziate il 28 giugno 2008 con il campionato nordamericano under 21 2008 e si sono concluse il 6 luglio 2008. I posti a disposizione sono stati assegnati alle prime tre classificate.
Squadre qualificate:
- Canada (seconda classificata)
- Cuba (prima classificata)
- Stati Uniti (terza classificata)

### America del Sud
Le partite valide per l'assegnazione dei posti riservati alla confederazione sudamericana sono iniziate l'8 ottobre 2008 con il campionato sudamericano juniores 2008 e si sono concluse il 12 ottobre 2008. I posti a disposizione sono stati assegnati alla prima e alla seconda classificata.
Squadre qualificate:
- Argentina (prima classificata)
- Brasile (seconda classificata)

### Asia ed Oceania
Le partite valide per l'assegnazione dei posti riservati alla confederazione asiatica ed oceaniana sono iniziate il 23 agosto 2008 con il campionato asiatico ed oceaniano juniores 2008 e si sono concluse il 31 agosto 2008. I posti a disposizione sono stati assegnati alla prima e alla seconda classificata.
Squadre qualificate:
- Cina (seconda classificata)
- Iran (prima classificata)

### Europa
Le partite valide per l'assegnazione dei posti riservati alla confederazione europea sono iniziate il 30 agosto 2008 con il campionato europeo juniores 2008 e si sono concluse il 17 maggio 2009.  I posti a disposizione sono stati assegnati alla prima classificata del campionato europeo juniores 2008 e alle prime classificate dei cinque gruppi di qualificazione.
Squadre qualificate:
- Belgio (1ª classificata nel Girone A)
- Bielorussia (1ª classificata nel Girone E)
- Francia (1ª classificata nel campionato europeo juniores 2008)
- Grecia (1ª classificata nel Girone C)
- Polonia (1ª classificata nel Girone D)
- Russia (1ª classificata nel Girone B)